# Monzo
Monzo Bank Ltd ( /m ɒ n z oʊ / ), è una banca online e una società di tecnologia finanziaria (fintech) con sede nel Regno Unito Monzo è stata una delle prime "internet-only bank" basate su app, nel Regno Unito.
Operando originariamente solo tramite un'app mobile e una carta di debito prepagata, nell'aprile 2017 sono state revocate le restrizioni alla licenza bancaria nel Regno Unito, consentendole di offrire un conto di deposito . A partire da febbraio 2020, Monzo contava 3,5 milioni di clienti.

## Storia
L'azienda è stata fondata originariamente con il nome di "Mondo" nel 2015 da Tom Blomfield, Jonas Huckestein, Jason Bates, Paul Rippon e Gary Dolman. Il team si era incontrato mentre lavorava alla Starling Bank. Nel febbraio 2016, Monzo ha stabilito il record per la "campagna di crowdfunding più rapida della storia" quando ha raccolto 1 milione di sterline in 96 secondi tramite la piattaforma di investimento Crowdcube.
Due settimane prima della modifica del nome, a Monzo è stata concessa una licenza bancaria limitata, dalla "Prudential Regulation Authority" e dalla "Financial Conduct Authority" inglese: nell'aprile 2017 tali restrizioni sono state revocate. Monzo disponeva di un numero di carte di debito prepagate emesse agli utenti a scopo di test. Queste carte sono state utilizzate fino a quando i conti correnti non sono stati resi disponibili a tutti e il programma prepagato di test è stato chiuso il 4 aprile 2018.
Inizialmente conosciuta come Mondo: il 13 giugno 2016, un post sul blog aziendale ha annunciato che il marchio "Mondo" era stato legalmente contestato da una società sconosciuta con un nome simile. Di conseguenza, è stato organizzato un concorso per suggerire la denominazione: nell'agosto 2016, il nuovo nome "Monzo", è stato registrato presso la Companies House inglese con il nome legale "Mondo Bank Ltd".
Il 7 giugno 2018 Monzo ha annunciato un'integrazione con IFTTT che ha consentito agli utenti di collegare il proprio account a dispositivi e servizi smart. Ad esempio, collegando Monzo ad Amazon Alexa .
On 25 June 2018, Monzo announced their team up with TransferWise to provide international money transfers from within their Monzo app. Existing TransferWise customer can connect their account to use along Monzo app. It was later announced in November 2018 that interest would be paid on savings (in 'Savings Pots' above £1,000) in collaboration with Investec.
Nell'ottobre 2018, Monzo ha raggiunto un milione di clienti ed è stata anche nominata la migliore startup tecnologica per cui lavorare da LinkedIn UK.
Nel marzo 2020, Monzo ha annunciato la creazione di due tipologie di conti bancari aziendali, per le imprese individuali e per le piccole e medie imprese.

### Espansione degli Stati Uniti
Monzo ha annunciato il 13 giugno 2019 che avrebbe iniziato a offrire servizi negli Stati Uniti, anche se non ha fornito alcun calendario per un lancio effettivo. Durante il suo annuncio di espansione, la società ha dichiarato che avrebbe distribuito circa 2.000 carte di debito a potenziali membri che hanno partecipato a eventi organizzati dalla società nelle principali città degli Stati Uniti come Los Angeles, San Francisco e New York City. Oltre al reperimento delle carte di debito, i partecipanti dovevano offrire alla società un feedback sui loro prodotti e servizi.
La società si trova ad affrontare un ambiente normativo diverso negli Stati Uniti che nel Regno Unito. La tecnologia finanziaria nel Regno Unito è regolata a livello nazionale. Al contrario, la regolamentazione della tecnologia nel settore finanziario è gestita a livello statale negli Stati Uniti.
Monzo entrerà nel mercato statunitense attraverso una partnership con Sutton Bank, con sede in Ohio, e manterrà molte delle sue caratteristiche, come le notifiche di spesa istantanee e la retribuzione senza contatto: non offrirà un servizio di prestito di denaro ai propri clienti. Negli Stati Uniti deve competere con altri attori che vanno da aziende tecnologiche come PayPal e SoFi a una moltitudine di banche tradizionali che stanno investendo pesantemente in piattaforme digitali.

## Carte emesse
Inizialmente Monzo ha emesso (con la società partner Wirecard) una varietà di carte alfa, beta e per gli investitori per i suoi clienti che volevano essere i primi ad adottare . Si trattava di Mastercard prepagate che l'utente poteva ricaricare tramite bonifico bancario o tramite una carta di debito esistente. Il saldo sulla carta potrebbe quindi essere speso tramite contactless, chip and pin, banda magnetica o online.

## App mobili
Monzo ha rilasciato app mobili per telefoni iOS e Android . I pagamenti effettuati con le carte Monzo attiveranno le notifiche push in tempo reale ai telefoni che eseguono le app, dove è anche possibile visualizzare le transazioni storiche. Gli utenti possono classificare le loro transazioni, congelare la carta (se persa), contrassegnare le spese dell'azienda e visualizzare una panoramica delle loro abitudini di spesa.